# فيراري 195 إس
فيراري 195 إس (بالإيطالية: Ferrari 195 S)‏ ، هي سيارة إيطالية رياضية أنتجها شركة فيراري سنة 1950م، وأنتجت نحو سيارتان.

## مصدر
1. ↑  "Registro Internazionale Touring Superleggera". مؤرشف من الأصل في 2016-03-04. اطلع عليه بتاريخ 2012-11-11.

## مرجع
- Ascerbi, Leonardo (2006). Ferrari: A Complete Guide to All Models. Motorbooks. {{استشهاد بكتاب}}: الوسيط غير المعروف |الرقم المعياري= تم تجاهله يقترح استخدام |ردمك= (مساعدة)